# Crossidium deserti
Crossidium deserti là một loài rêu trong họ Pottiaceae. Loài này được W. Frey & Kurschner mô tả khoa học đầu tiên năm 1988.